# کوستانتزانا
کوستانتزانا (به ایتالیایی: Costanzana) یک کومونه در ایتالیا است که در استان ورسلی واقع شده‌است.

## خصوصیات
کوستانتزانا ۲۱٫۱ کیلومترمربع مساحت و ۸۴۷ نفر جمعیت دارد.